# Odoreu (gmina)
Odoreu – gmina w Rumunii, w okręgu Satu Mare. Obejmuje miejscowości Berindan, Cucu, Eteni, Mărtinești, Odoreu i Vânătorești. W 2011 roku liczyła 4946 mieszkańców.